# Hospital São Vicente
Hospital de Caridade São Vicente de Paulo (HSV) ou simplesmente Hospital São Vicente é um complexo hospitalar localizado na cidade de Jundiaí.

## História
O hospital foi idealizado e fundado a partir da conferência vicentina da cidade com o objetivo de prestar internação médica gratuita aos enfermos pobres. Sua data de inauguração oficial é 20 de dezembro de 1902, porém somente em 17 de março de 1906 depois de finalizada sua fachada, a última parte a ser erguida, a obra estava totalmente concluída. 
Depois de enfrentada uma crise financeira, atualmente o hospital investe em novas tecnologias e aparelhos para diagnóstico e melhor atendimento da população.

## Estrutura
Atende uma população estimada em 900 mil habitantes, provenientes de Jundiaí, Várzea Paulista, Campo Limpo Paulista, Jarinu, Itupeva, Cabreúva e Louveira, sendo que em algumas especialidades também presta atendimento a Morungaba e Itatiba. Contempla a seguinte estrutura:
- Pronto Socorro Adulto
- Pronto Socorro de Ortopedia
- Unidades de Terapia Intensiva (UTI Geral, UTI Neurológica, UTI Cardiológica)
- Ambulatório de Especialidades
- Ambulatório de Ortopedia
- Oncologia